# Рикальдоне
Рикальдоне (італ. Ricaldone, п'єм. Ricaldòn) — муніципалітет в Італії, у регіоні П'ємонт,  провінція Алессандрія.
Рикальдоне розташоване на відстані близько 460 км на північний захід від Рима, 75 км на південний схід від Турина, 24 км на південний захід від Алессандрії.
Населення — 683 особи (2014).
Щорічний фестиваль відбувається 5 серпня. 

## Демографія
Населення за роками:

Станом на 1 січня 2023 року в муніципалітеті офіційно проживали 124 іноземці з 10 країн, серед них 49 громадян країн Євросоюзу та 4 громадяни України.

## Сусідні муніципалітети
- Аккуї-Терме
- Аліче-Бель-Колле
- Кассіне
- Маранцана
- Момбаруццо
- Куаранті
- Стреві